# Aitor González Prieto
Aitor González Prieto, nacido el 5 de noviembre de 1990 en Ermua, es un ciclista español. Debutó como profesional con el equipo Euskadi Basque Country–Murias Taldea en 2016, tras haber destacado en el campo amateur consiguiendo victorias como la Vuelta a Galicia en dos ocasiones y etapas en la Vuelta a Zamora o la Vuelta a Navarra.

## Palmarés
- Aun no ha conseguido ninguna victoria como profesional

## Equipos
- Euskadi Basque Country-Murias (2016-2018)